# Nymphidium leucosia
Nymphidium leucosia is een vlindersoort uit de familie van de prachtvlinders (Riodinidae), onderfamilie Riodininae.
Nymphidium leucosia werd in 1806 beschreven door Hübner.